# Sobborghi di Città del Capo
Lista dei sobborghi di Città del Capo, in Sudafrica.
Ogni nome è seguito dal suo codice postale. Il primo codice, è per gli indirizzi, il secondo, se applicabile, si riferisce alle caselle postali. Alcuni suburbi condividono lo stesso codice.
Si noti che in Sudafrica il termine sobborgo o suburbio non necessariamente significa area residenziale al confine della città; esso è usato come sinonimo di quartiere per riferirsi alle più piccole suddivisioni geografiche della città.

## City Bowl
- Bo-Kaap
- Devil's Peak
- De Waterkant
- Gardens 8001
- Higgovale
- Oranjezicht 8001
- Schotsche Kloof
- Tamboerskloof 8001
- University Estate 7925
- Vredehoek 8001
- Walmer Estate
- Zonnebloem

## Suburbi settentrionali
- Bellville 7530
- Bothasig 7441, 7406
- Brackenfell 7560
- Brooklyn 7405
- Durbanville 7550, 7551
- Edgemead 7441, 7407
- Elsie's River 7490
- Facreton 7405
- Goodwood 7460, 7459
- Kensington 7405
- Kraaifontein 7570, 7572
- Maitland 7405, 7404
- Monte Vista 7460, 7463
- Panorama 7500, 7506
- Parow 7500, 7499
- Stellenberg 7550, 7530
- Thornton 7460, 7485
- Table View 7441
- Welgemoed 7530, 7538

## Costa atlantica
- Bantry Bay 8005
- Camps Bay 8005, 8040
- Clifton  8005
- Fresnaye 8005
- Green Point 8005, 8051
- Hout Bay 7806, 7872
- Llandudno 7806
- Mouille Point 8005
- Sea Point 8005, 8060
- Three Anchor Bay 8005

## Suburbi meridionali
- Bergvliet 7945, 7864
- Bishopscourt 7708
- Claremont 7708, 7735
- Constantia 7806, 7848
- Diep River 7945
- Heathfield 7945
- Kenilworth 7708, 7745
- Mowbray 7700, 7705
- Newlands 7700, 7725
- Observatory 7925, 7935
- Pinelands 7405, 7430
- Plumstead 7800, 7801
- Retreat 7945, 7965
- Rondebosch 7700, 7701
- Rondebosch East
- Rosebank 7700
- Salt River 7925
- Steenberg 7945
- Tokai 7945, 7966
- Woodstock 7925, 7915
- Wynberg 7800, 7824

## Penisola meridionale
La penisola meridionale è generalmente considerata come la zona a sud di Muizenberg sull'Oceano Indiano e Noordhoek sull'Oceano Atlantico, fino a Cape Point. Fino a poco tempo fa era una zona rurale, oggi la popolazione sta crescendo rapidamente per il proliferare di insediamenti costieri, perciò i grandi appezzamenti terrieri vengono suddivisi per ottimizzare la costruzione di abitazioni di dimensioni più contenute.
- Capri Village 7975
- Clovelly 7975
- Fish Hoek 7975, 7974
- Glencairn 7975
- Kalk Bay 7975, 7990
- Kommetjie 7975, 7976
- Masiphumelele 7975
- Muizenberg 7945, 7950
- Noordhoek (solo casella postale) 7979
- Ocean View 7975
- Scarborough (solo casella postale) 7975
- Simon's Town 7975, 7995
- St James 7945, 7946
- Sunnydale 7975
- Sun Valley 7975, 7985

## Cape Flats
- Athlone 7764, 7760
- Belhar 7493, 7507
- Bonteheuwel 7764
- Crawford 7780, 7770
- Delft
- Elsie's River 7490
- Epping 7460
- Grassy Park 7941, 7888
- Kalksteenfontein 7490
- Khayelitsha 7784, 7783
- Langa 7455, 7456
- Lansdowne 7780, 7779
- Lotus River 7941, 7805
- Manenberg
- Mitchell's Plain 7785, 7789
- Nyanga 7750, 7755
- Ottery 7800, 7808
- Philippi 7750
- Wetton

## False Bay
- Gordon's Bay 7140
- Somerset West 7130, 7129
- Strand 7140, 7139

## Costa occidentale
- Bloubergstrand 7441
- Milnerton 7441, 7435
- Tableview 7441, 7439
- West Beach 7441